# Крещение Руси

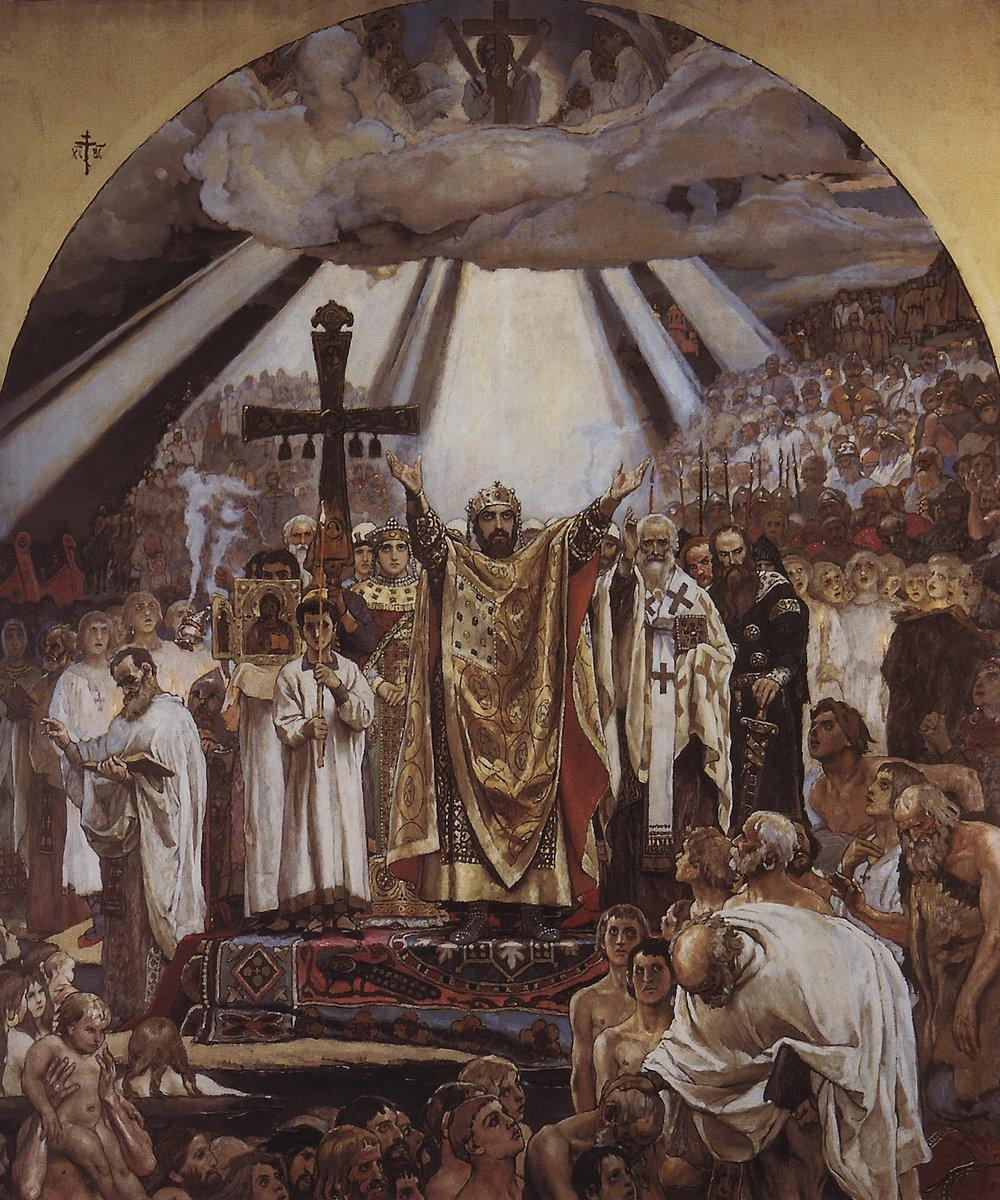
«Крещение Руси». Фреска работы В. М. Васнецова в киевском Владимирском соборе. 1895—1896

Креще́ние Руси́ — термин, под которым в современной исторической науке понимается комплекс взаимосвязанных событий в основном конца X века, включавших личное крещение киевского князя Владимира Святославича, его окружения и населения крупнейших городов Киевской Руси, а также осуществлённые княжеской властью меры по созданию на Руси церковной организации и среды; рассматривается как принятие христианства в качестве официальной религии Киевской Руси. Исторические источники дают противоречивые указания на точное время принятия новой религии. Традиционно, вслед за летописной хронологией, событие принято относить к 988 году и считать началом официальной истории Русской церкви (некоторые исследователи полагают, что «крещение» состоялось позже: в 990 или 991 году).
Рядом авторов термин понимается так же, как и процесс распространения христианства на Руси в XI—XII веках или более широко, как длительный процесс христианизации Руси, включая начальные этапы этого процесса в предшествующие годы и распространение христианства в последующий период.
События, связанные с Крещением Руси, отражены в древнерусских, византийских, арабских и западноевропейских письменных источниках.
Политическими последствиями Крещения Руси были идейно-культурная консолидация народов и племён Киевской Руси и усиление международного авторитета страны. После Крещения Руси народ руси сравнительно быстро трансформировался в новый христианский народ, а полития Рюриковичей стала обычным для Европы христианским государством, в то же время прочно включившись в византийскую культурную ойкумену и церковную организацию. Несмотря на сохранение рудиментов дохристианских культов и верований, элита государства и, вероятно, значительная часть его населения после крещения стали идентифицировать себя в качестве христиан. Принятие христианства имело следствием также распространение христианской культуры, грамотности и книжности, формированию ряда новых производств и ремёсел, включая каменное зодчество, мозаику, иконопись и др.

## Термин и понятие
Выражение «Крещение земли Русской» есть в «Повести временных лет»:

В лето 6582 (1074 год). Был также другой брат, именем Еремия, который помнил крещение земли Русской.
Оригинальный текст (церк.-сл.)Въ лѣто ҂ѕ҃ ф҃ п҃ в҃ · … Тако же и другыи братъ именемъ Єремѣи иже помнѧше крс҄щниє земли Руськои …

Кроме того, Повесть временных лет под 6496 годом от сотворения мира (примерно 988 год) имеет следующий текст (молитва князя Владимира):

Благословен Господь Иисус Христос, который возлюбил новых людей — Русскую землю и просветил её крещением святым.
Оригинальный текст (церк.-сл.)Въ лѣто ҂ѕ҃ ѵ҃ ч҃ ѕ҃ · Блгс҄нъ Гс҄ь Іс҄съ Хс҄ъ иже възлюби новꙑꙗ люди Рускую землю . и просвѣтити ю кр҃щениємь ст҃мь

Наряду с термином «Крещение Руси» в литературе также использовались или используются иные термины (обозначения): «Просвещение Руси», «введение христианства», «вторая религиозная реформа Владимира» и др.
Иногда термину «Крещение Руси» даётся широкий смысл — длительный процесс поэтапного проникновения христианства на Русь в IX—X веках и христианизация народной среды (внутренняя миссия), которая продлилась десятилетия, а в некоторых частях Руси — не один век после крещения Владимира. При таком широком понимании главными этапами Крещения Руси, кроме крещения Владимира и следовавших непосредственно за этим событий, представлены: первое крещение Руси в 860-е годы; неудачная попытка крещения Руси, княгиней Ольгой после её личного обращения в христианство в Константинополе в 946 или 957 годах; масштабное церковное строительство и мероприятия по созданию церковной жизни, расширению епархиальной системы и приходов, которое происходило при князе Ярославе Мудром и при преемниках.

## Предыстория

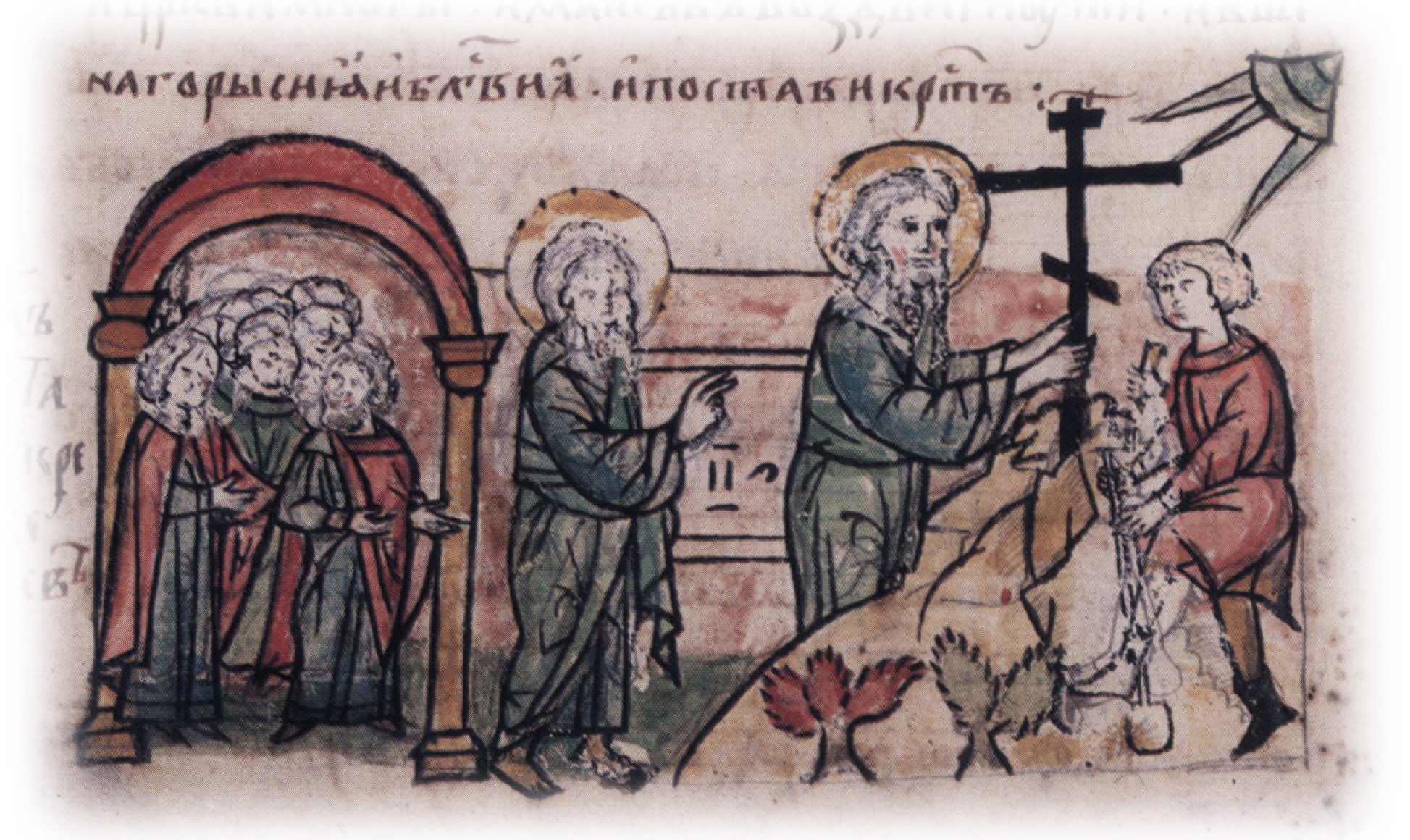
Приход апостола Андрея с учениками к месту основания Киева; благословение Андреем этого места и воздвижение креста на высоком берегу Днепра. Миниатюра из Радзивилловской летописи, конец XV века

В полностью легендарном сказании, приведённом в «Повести временных лет» и в пространной редакции Пролога под 30 ноября, принятие христианства на территории будущей Руси связано с апостолом Андреем Первозванным, который, согласно этим источникам совершил путешествие на территорию Руси и благословил место будущего Киева, воздвиг крест, а затем отправился в землю словен, на место будущего Новгорода.
Обращение в христианство было стандартной практикой Византии в отношениях с воинственными народами-язычниками. В IX веке попытки христианизации предпринимались в отношении Великой Моравии (862) и Болгарии (864—920). Путём крещения правящей верхушки Византия, в частности, стремилась закрепить государства язычников в своей сфере влияния и уменьшить опасность военных конфликтов на своих границах.

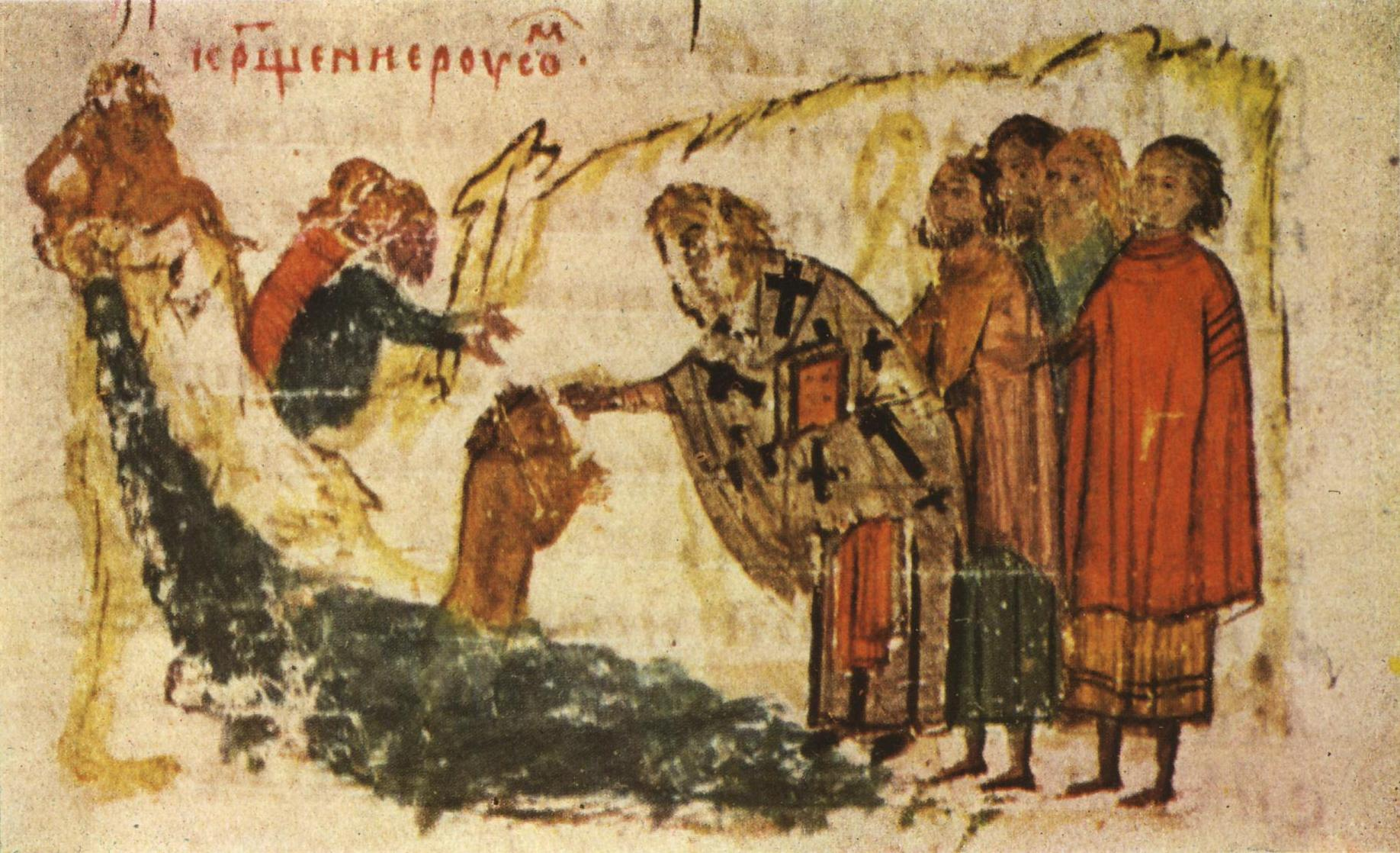
«Крещение русов». Миниатюра из Московского списка 1345 года среднеболгарского перевода хроники Константина Манассия

Первое крещение Руси относится к 860-м годам, после похода руси на Константинополь (860), при патриархе Фотии I. Его принято связывать с именами киевских князей Аскольда и Дира. Крещение сопровождалось созданием на Руси епископии или архиепископии, которая впоследствии погибла. В Никоновской летописи XVI века, которая соединила различные источники, Аскольду и Диру приписано несколько походов на Царьград, а также описано крещение Руси «при князе Русском Осколде».
В поздней византийской традиции крещение Руси приписывается императору Василию I Македонянину (867—886) и патриарху Игнатию. Это «второе» крещение русов исследователями обычно относится ко времени около 874 года.

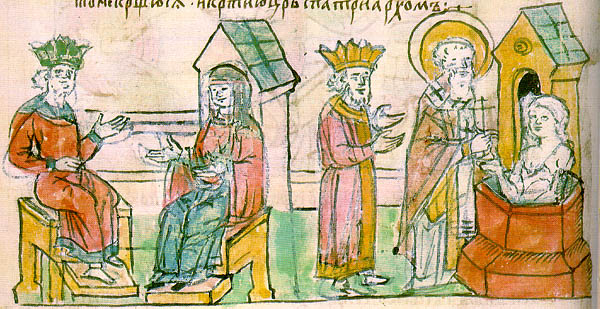
Крещение Ольги в Царьграде. Миниатюра из Радзивилловской летописи, конец XV века

В 957 году крестилась княгиня Ольга; предлагаются и другие даты этого события. В 957 году Ольга с большим посольством нанесла в Константинополь официальный визит, известный по описанию придворных церемоний императором Константином Багрянородным в сочинении «Церемонии», причём её сопровождал священник Григорий. Император именует Ольгу правителем (архонтиссой) Руси, имя её сына Святослава (в перечислении свиты указаны «люди Святослава») упоминается без титула. Ольга добивалась крещения и признания Византией Руси как равной христианской империи. При крещении она получила имя Елена. Однако, по мнению ряда историков, о союзе удалось договориться не сразу. В 959 году Ольга приняла греческое посольство, но отказалась послать в помощь Византии войско. В том же году она отправила послов к германскому королю Оттону I с просьбой прислать епископов и священников и учредить церковь на Руси. Эта попытка сыграть на противоречиях между Византией и Германией оказалась успешной, и Константинополь пошёл на уступки, заключив взаимовыгодный договор, а германское посольство во главе с епископом Адальбертом Магдебургским вернулось назад ни с чем, а некоторые из его участников были убиты. В 960 году в помощь грекам отправилось русское войско, воевавшее на Крите против арабов под руководством будущего императора Никифора Фоки.

## Сказание о выборе веры князем Владимиром

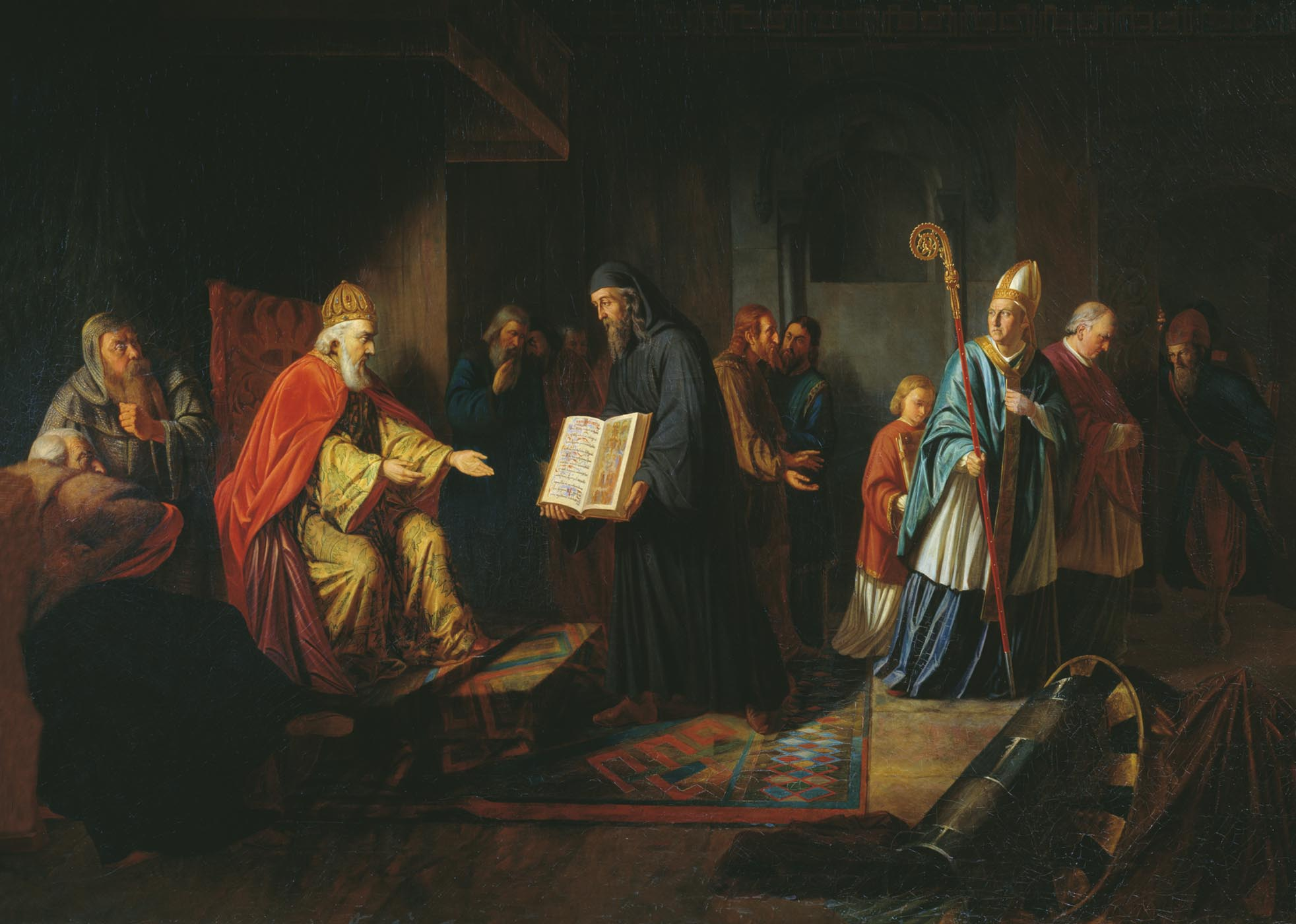
Иван Эггинк. «Великий князь Владимир выбирает веру». 1822

В «Повести временных лет» (XII век) приведён рассказ о выборе вер князем Владимиром, состоящий в следующем. В 986 году к князю Владимиру прибыли послы от волжских булгар, предложившие ему перейти в ислам. Когда они рассказали князю об обрядах, которые необходимо соблюдать, в том числе и о запрете на питьё вина, Владимир ответил знаменитой фразой: «Руси есть веселие пити», после чего отверг предложение булгар.
После булгар пришли немцы (иностранцы) из Рима, посланные Римским папой. Те заявляли, что у них был пост по силе: «если кто пьёт или ест, то всё во славу божию». Однако князь Владимир отослал их, сказав им: «Идите, откуда пришли, ибо и отцы наши не приняли этого».
Следующими были хазарские иудеи, предлагавшие князю Владимиру принять иудаизм. В ответ на это он, зная, что Хазария была разгромлена его отцом Святославом, спросил, где их земля. Хазары были вынуждены признаться, что у них нет своей земли — Бог рассеял их по другим странам. Князь Владимир отказался от иудаизма, сказав: «Так, как же других учите, когда сами отвержены Богом и расточены? Если бы Бог любил вас и веру вашу, то вы не были бы расточены по разным землям: или вы хотите, чтобы и с нами случилось то же?».

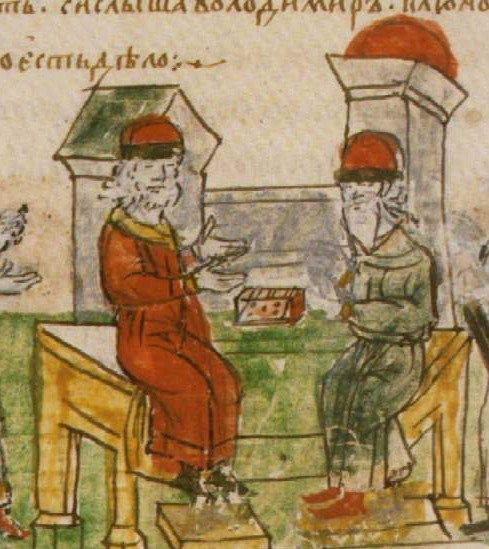
Беседа Владимира с греческим философом о христианстве. Миниатюра из Радзивилловской летописи, конец XV века

Затем на Русь прибыл византиец, которого русский летописец за мудрость назвал Философом. Он рассказал русскому князю о библейской истории и христианской вере. Однако Владимир ещё не принял окончательного решения и советовался со своими ближайшими боярами. Было решено дополнительно испытать веру, побывав на богослужениях у мусульман, у немцев и у греков. Когда после посещения Константинополя посланники вернулись в Киев, они с восторгом сообщили князю: «Не ведали, где мы есть — на небе или на земле». В итоге Владимир сделал выбор в пользу христианства по греческому обряду. Дополнительным доводом в пользу решения князя Владимира принять восточное христианство стало суждение бояр, которые обратили его внимание на то, что, если бы плох был «закон греческий», не приняла бы его княгиня Ольга.
Данный летописный рассказ, именуемый в историографии «Сказанием об испытании вер», исследователи интерпретируют по-разному. Так архиепископ Макарий (Булгаков) в своей «Истории Русской церкви» характеризовал этот рассказ как достоверное событие. Однако историки Е. Е. Голубинский, М. Д. Присёлков, С. В. Бахрушин, О. М. Рапов считали, что «Сказание» представляет собой откровенный вымысел. Так Голубинский писал, что это сказание в «Повести временных лет» является позднейшей, но домонгольской вставкой: «вымысел и притом даже вымысел, по всей вероятности, не русский, а греческий о выборе веры князем Владимиром».
Историки В. В. Мавродин, Д. С. Лихачёв, В. Я. Петрухин, А. В. Назаренко и другие полагали, что это сказание до некоторой степени отражает историческую действительность. Аргументом в пользу последнего мнения может служить сообщение арабского ученого аль-Марвази (конец XI — начало XII века) о посольстве, которое отправил к хорезмшаху правитель Руси, носивший титул буладмира. Предполагают, что указанный титул является переосмыслением имени Владимир, а посольство, отправленное, согласно «Повести временных лет», в Булгар, уже оттуда проследовало в Хорезм. Сообщение о приходе к князю Владимиру немецких проповедников может иметь в виду посольство германского императора Оттона II (973—983), которое предположительно посетило Русь около 983 года. По мнению Назаренко, этот рассказ является литературным осмыслением «той активной внешней политики Владимира Святославича на западе, северо-востоке и юге от русских границ, которая предшествовала крещению князя и во многом обусловила его».

## Крещение князя Владимира и киевлян

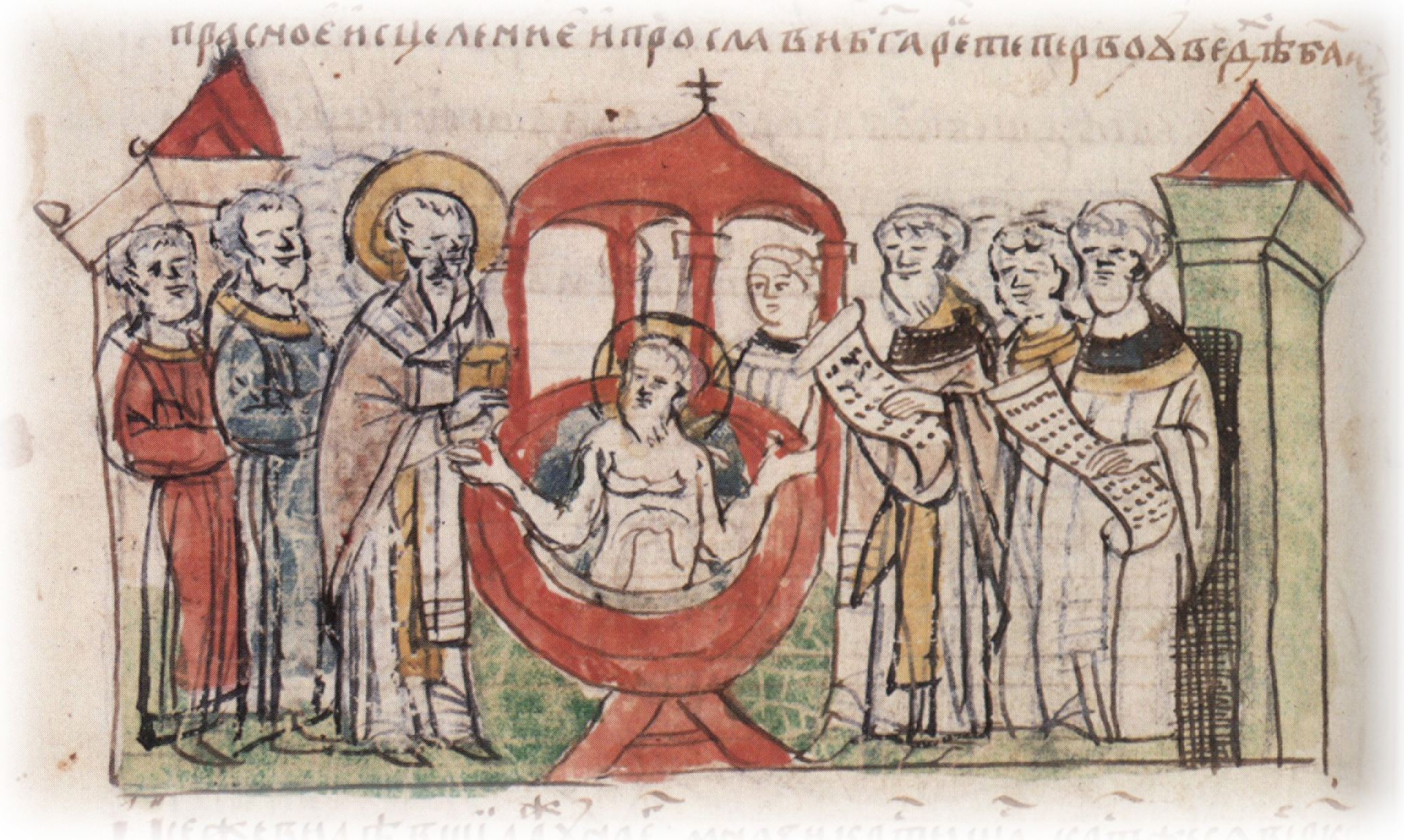
Крещение и прозрение Владимира Святославича в Корсуни. Миниатюра из Радзивилловской летописи, конец XV века

Согласно «Повести временных лет», в 6496 лето от сотворения мира — в 988 году киевский князь Владимир Святославич принял решение креститься от Константинопольской церкви. После чего, в царствование императоров-соправителей Василия II и Константина VIII, присланное Константинопольским Патриархом Николаем II Хрисовергом духовенство крестило киевских людей в водах Днепра и (или) Почайны. Согласно русской летописи «Повести временных лет», князь во время крещения своего народа вознёс следующую молитву:
Боже великий, сотворивый небо и землю! При́зри на новыя люди сия и даждь им, Господи, уведети Тебе, истиннаго Бога, якоже уведеша Тя страны христианския, и утверди в них веру праву и несовратну, и мне помози, Господи, на супротивнаго врага, да надеяся на Тя и Твою державу, побежю козни его!

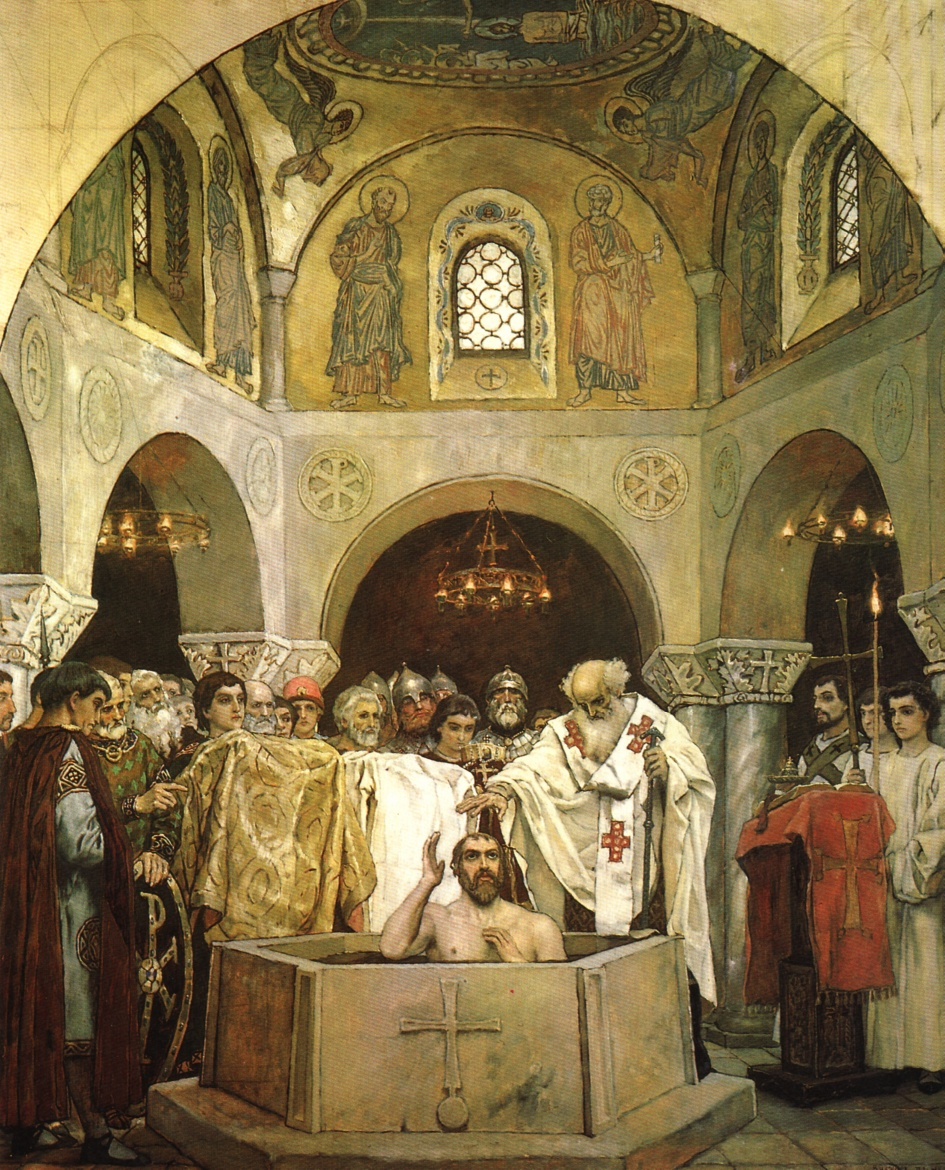
«Крещение князя Владимира». Фреска работы В. М. Васнецова в киевском Владимирском соборе. Конец 1880-х годов

Многие историки относят крещение самого Владимира к 987 году. По византийским и арабским источникам, в 987 году Константинополь заключает с Русью союз для подавления мятежа Варды Фоки. Условием князя была рука царевны Анны, сестры императоров Василия и Константина, — требование крайне унизительное для ромейских василевсов. Тогда в разгар войны с Вардой Фокой Владимир напал на Корсунь и овладел им, угрожая Царьграду. Императоры соглашаются отдать Анну за князя при условии предварительного крещения Владимира, который нарекается именем Василия — в честь своего восприемника императора Василия II; Владимир же «вдасть же за вено Корсунь греком царицы деля» (в вено за жену свою).
Из византийских хроник о «крещении Руси» в 988 году сообщают «Аноним Бандури» в рассказе, являющемся позднейшей компиляцией, написанной не ранее XII века и не позднее первой половины XV века, и «Ватиканская хроника»:

В лето 6496 [988 год] был крещён Владимир, который крестил Росию.

Последнее сообщение, вероятно, — обратный перевод из «Повести временных лет». В целом в византийской литературе событие 988 года осталось практически незамеченным, поскольку, по представлениям греков, обращение Руси произошло столетием раньше.
Крещение киевлян произошло, согласно «Повести временных лет», следующим образом. Владимир сокрушил бывшие в городе идолы, отдал вечером жителям приказ явиться всем на другой день утром на реку для купания (что есть крещение как внешнее действие) в новую веру:
Если не придет кто завтра на реку [Почайну] — будь то богатый, или бедный, или нищий, или раб, — будет мне врагом.
«Аще не обрящеться кто заутра на рѣцѣ [Почайнѣ], богатъ ли, убогь, или нищь, или работенъ — противникъ мнѣ да будеть».
На следующий день Владимир сделал людей из язычников христианами. Согласно «Повести временных лет», утром Владимир вышел со священниками на реку, туда же пришло множество киевлян. Жители Киева вошли в воду и стояли там одни, погрузившись до шеи, другие — по грудь, молодые же — у берега по грудь, некоторые держали младенцев, а взрослые бродили, попы же, стоя, совершали молитвы.

Автор «Слова о законе и благодати» Иларион (будущий первый русский по происхождению митрополит Киевский) так описал крещение киевлян: Владимир крестившись сам, 
заповеда по всей земли своей креститися… и все быти крестьянам, малыим и великиим, рабом и свободным, юным и старым, богатым и убогим; и не бысть ни одного же противящася благочестному его повелению, да аще кто и не любовию, но страхом повелевшего крещахуся, понеже бе благоверие его с властию сопряжено.

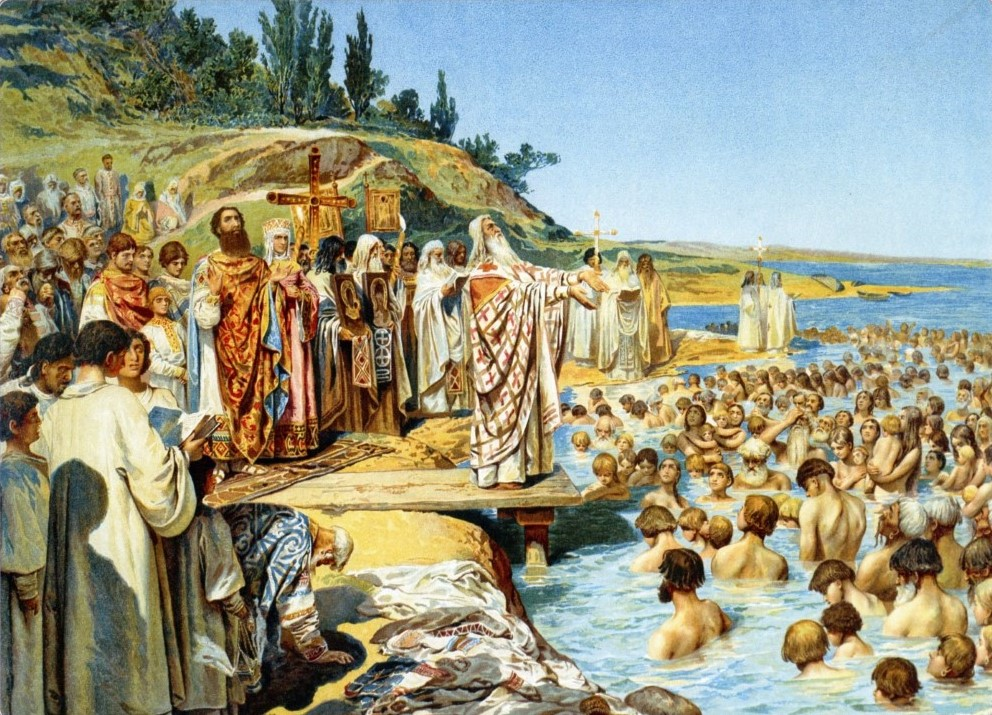
К. В. Лебедев. «Крещение киевлян»

Историк Н. М. Никольский в своей монографии «История русской церкви» (1931) считал, что крещение других слоев населения в Киеве, кроме дружинников, было насильственным («население приходилось загонять в христианский рай дубиной»), киевлян по приказу князя Владимира согнали к реке и крестили.
Иная датировка и несколько отличные обстоятельства крещения князя и киевлян приведены в «Похвале князю русскому Владимиру» Иакова Мниха (XI век), согласно которой крещение киевлян нужно относить к 990 году, «в третье лето» после личного крещения князя. Так, О. М. Рапов полагал, что Владимир, будучи уже крещённым, овладел Херсоном в конце апреля — начале мая 990 года, а крещение киевлян последовало в конце июля — начале августа того же года.
Иларион так объясняет мотивы князя Владимира в сочинении «Слово о законе и благодати», написанном в середине XI века, примерно через 60 лет после принятия крещения Владимиром:
И воссиял разум в сердце его, как разуметь суету идольской лести, взыскать единого Бога, сотворившего всю тварь, видимую и невидимую. Вполне же наслышан был он всегда о благоверной земле греческой, христолюбивой и сильной верою, как единого Бога в Троице там чтут и Ему поклоняются, как у них совершаются явленья, и чудеса, и знаменья, как церкви людьми там преполнены, как все грады благоверны, все в молитвах предстоят, все пред Богом предстают. И слыша это, возжелал он сердцем, возгорелся духом, чтоб быть ему христианином, и земле его.
<…> и въсиа разумъ въ сердци его, яко разумѣти суету идольскыи льсти и възыскати единого Бога, сътворьшааго всю тварь видимую и невидимую. Паче же слышано ему бѣ всегда о благовѣрьнии земли Гречьскѣ, христолюбиви же и сильнѣ вѣрою, како единого Бога въ Троици чтуть и кланяются, како въ них дѣются силы и чюдеса и знамениа, како церкви людии исполнены, како веси и гради благовѣрьни вси въ молитвах предстоять, вси Богови прѣстоять. И си слышавъ, въждела сердцемь, възгорѣ духомъ, яко быти ему христиану и земли его

## Учреждение церковной организации в Киеве

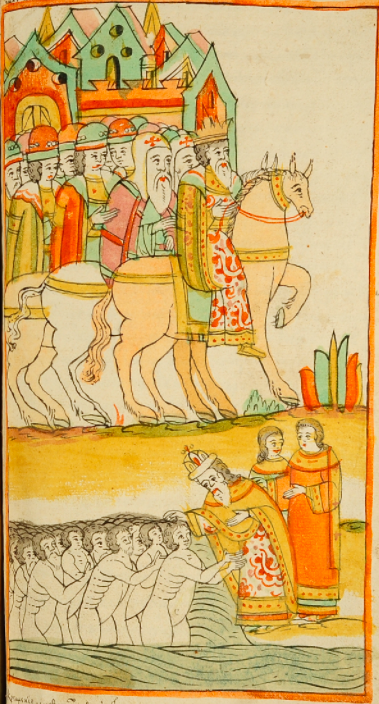
Крещение киевлян митрополитом Михаилом I, Лицевой хронограф Фёдора III, 1682

В XX веке была выдвинута и поддержана некоторыми церковными историками (М. Д. Присёлковым и А. Карташёвым) гипотеза о том, что при Владимире Киевская церковь находилась в канонической зависимости от Болгарской Охридской архиепископии, которая в то время якобы обладала автокефалией (что не соответствует общепринятым фактам), большинство исследователей не склонно её разделять.
В русских летописных источниках фигурирует несколько разных имён первого Киевского митрополита. В Русской церкви в XVI веке утвердилась традиция считать им греческого (или сирийского) митрополита Михаила (Сириянина), который в месяцеслове именуется «первым митрополитом Киевским». Митрополиту Михаилу приписывается заслуга основания Златоверхо-Михайловского монастыря в Киеве, а прибывшим с ним монахам — основание монастыря, получившего впоследствии название Киево-Межигорского.

## Крещение других русских земель

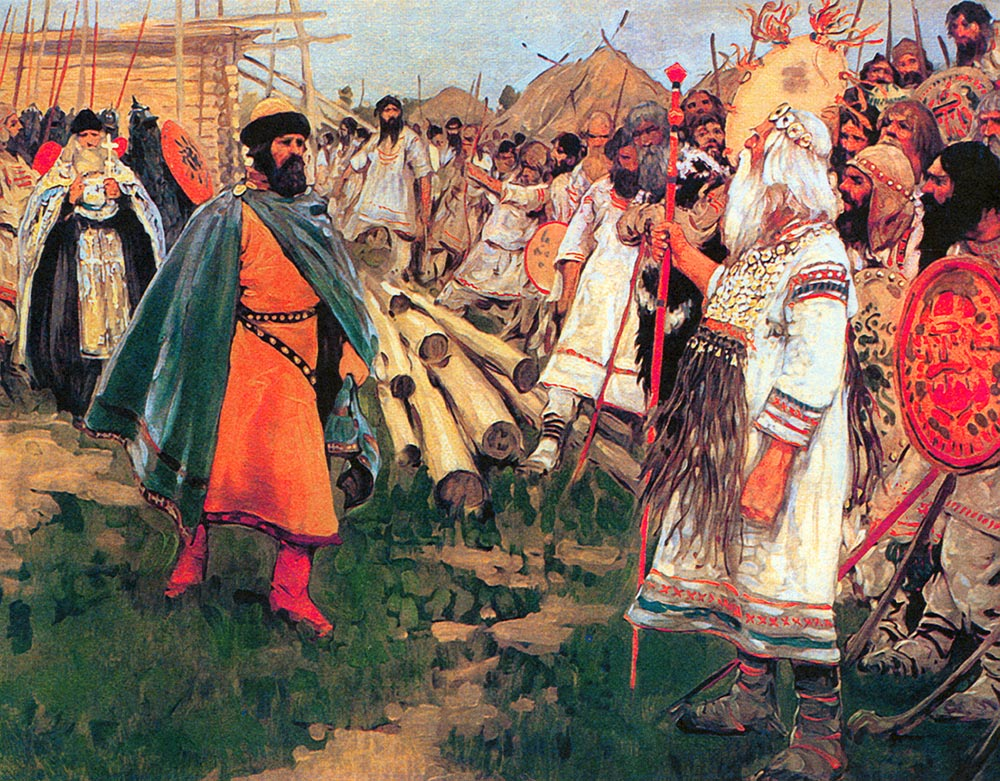
Христианство и язычество, Сергей Иванов, 1912. Христианство представлено слева — княжеской властью (дружинниками) и священником

О крещении Новгорода «Повесть временных лет» не сообщает. Другие ранние русские летописи также не сообщают подробностей об этом событии. Летописные своды XV века упоминают Иоакима Корсунянина в качестве первого епископа, поставленного Владимиром. Большинство сведений о крещении Новгорода получено из Иоакимовской летописи, известной в передаче историка XVIII века В. Н. Татищева, и Никоновской летописи XVI века, достоверность сведений которых ставится под сомнение рядом учёных, но, по мнению ряда других учёных, подтверждается некоторыми археологическими данными.
С. М. Соловьёв считал, что христианство при князе Владимире было распространено преимущественно по узкой полосе, прилегавшей к водному пути из Новгорода в Киев.

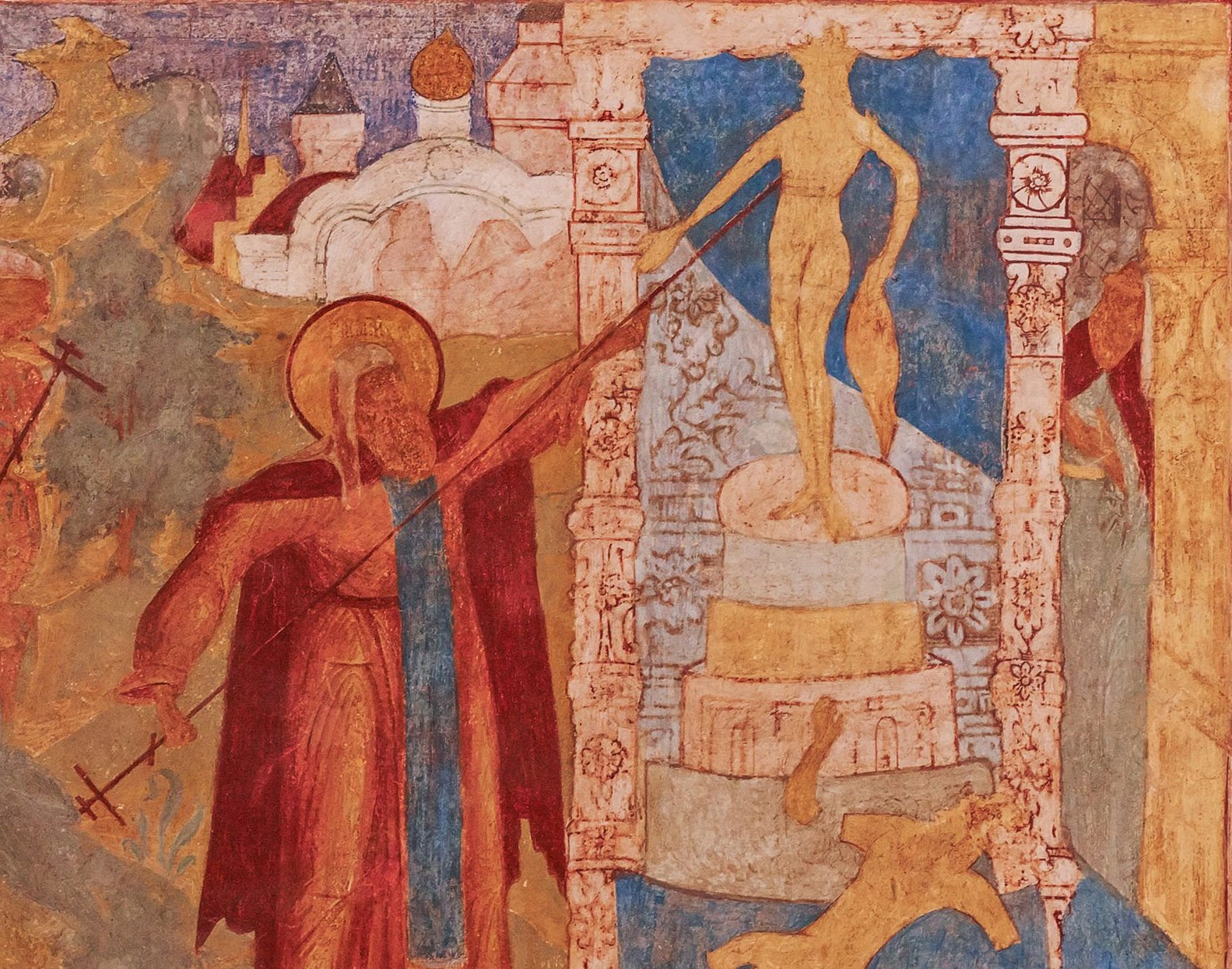
Авраамий Ростовский сокрушает идол Велеса, на месте которого был воздвигнут Богоявленский монастырь, фреска XVII века

В Ростове и Муроме сопротивление введению христианства, согласно традиционной церковной истории, продолжалось до XII века: два первых епископа, посланные в Ростов, были изгнаны, третий — св. Леонтий — много сделал для утверждения христианской веры в Ростове. Сопротивление крещению было также одним из факторов, усиливавших славянскую колонизацию Северо-Восточной Руси, в которую переселялись стойкие приверженцы язычества. Окончательно ростовчане были крещены только лишь епископом Исаией, восшедшим на кафедру в 1078 году. К 1070-м годам, видимо, относятся и события, описанные в «Житии» Авраамия Ростовского, в частности сокрушение им идола Велеса, на месте которого был воздвигнут Богоявленский монастырь.
Согласно исландским сагам, Полоцк был крещён около 1000 года исландским викингом-христианином Торвальдом Кодранссоном, получившим от константинопольского императора Василия II грамоту «полномочного представителя Византии в русских городах Восточной Балтики».

### Основание епархий
Как показал Я. Н. Щапов, помимо киевской митрополии, епископские кафедры были основаны в пяти городах — Новгороде, Чернигове, Переяславле Южном, Полоцке и Белгороде (ныне село Белогородка Киевской области). Во всех этих городах, кроме Белгорода, к XI веку имелись каменные храмы. В Белгороде следы каменного строительства выявлены с XII века (церковь Апостолов), но ранее на этом месте находилась деревянная церковь. Во второй половине XI века епархии были основаны в Юрьеве на реке Рось и в Ростове Великом. Первая каменная постройка в Ростове — Успенский собор был заложен, согласно летописям, в 1161—1162 годах, вместо сгоревшей «чудной» церкви.

## Крещение по данным археологии
В первое время после признания христианства государственной религией оно охватило прежде всего городское население. Одним из показателей постепенного распространения христианства являются находки нательных крестов и образков в культурных слоях поселений и в погребальных памятниках. С другой стороны, в некоторых курганных захоронениях кресты входили в состав богатых шейных ожерелий и сопровождались вещевым материалом, не свойственным христианским погребениям. В период с середины — второй половины X века по XII век на Руси были распространены кресты-привески так называемого «скандинавского типа» (кресты с тремя «шариками» на концах и схожие с ними). Они найдены в Гнёздове, Киеве, Саркеле (Белой Веже), Изборске и других местах. Это могли быть изделия местного производства, поскольку в Киеве обнаружена бронзовая литейная формочка для их изготовления. Концентрация крестов «скандинавского типа» наблюдается в земле радимичей и во Владимиро-Суздальском ополье. Кресты этого типа могут иметь византийское происхождение, поскольку близкие по стилистке кресты с концами в виде трилистников известны из раскопок Херсонеса и Коринфа. Византийские аналоги имеют и круглые подвески с прорезными крестами. Редко встречаются нательные кресты с изображением Христа, изготовленные из серебра или бронзы. Они происходят преимущественно из городов, реже — из курганов, расположенных на важнейших торговых путях — днепровском (путь «из варяг в греки») и волжском. Кресты-реликварии (энколпионы), произведённые в византийских или болгарских мастерских X—XI веков, на Руси принадлежат к числу редких артефактов. Образки XI века, кроме того, происходят из Тмутаракани и из одного кургана Суздальского ополья (село Городище), раскопанного ещё А. С. Уваровым. Кресты, найденные в камерных гробницах, демонстрируют роль дружины в процессах христианизации. Первая волна христианизации затронула именно дружину, поэтому её представители носили нательные кресты. Ранняя христианизация охватывала районы Киева, правобережья Среднего Днепра (Искоростень), Гнёздова, северо-запада (Ладога, Псков, Новгород), Верхнего Поволжья (Тимерёво, Углич), юго-запада (Плеснеск), запада (Минск), востока (Рязань, Воин) и бассейна Дона (Белая Вежа). Большая часть находок крестовидных привесок на Руси и в Скандинавии идентична, что может говорить об участии Руси в христианизации Северной Европы.

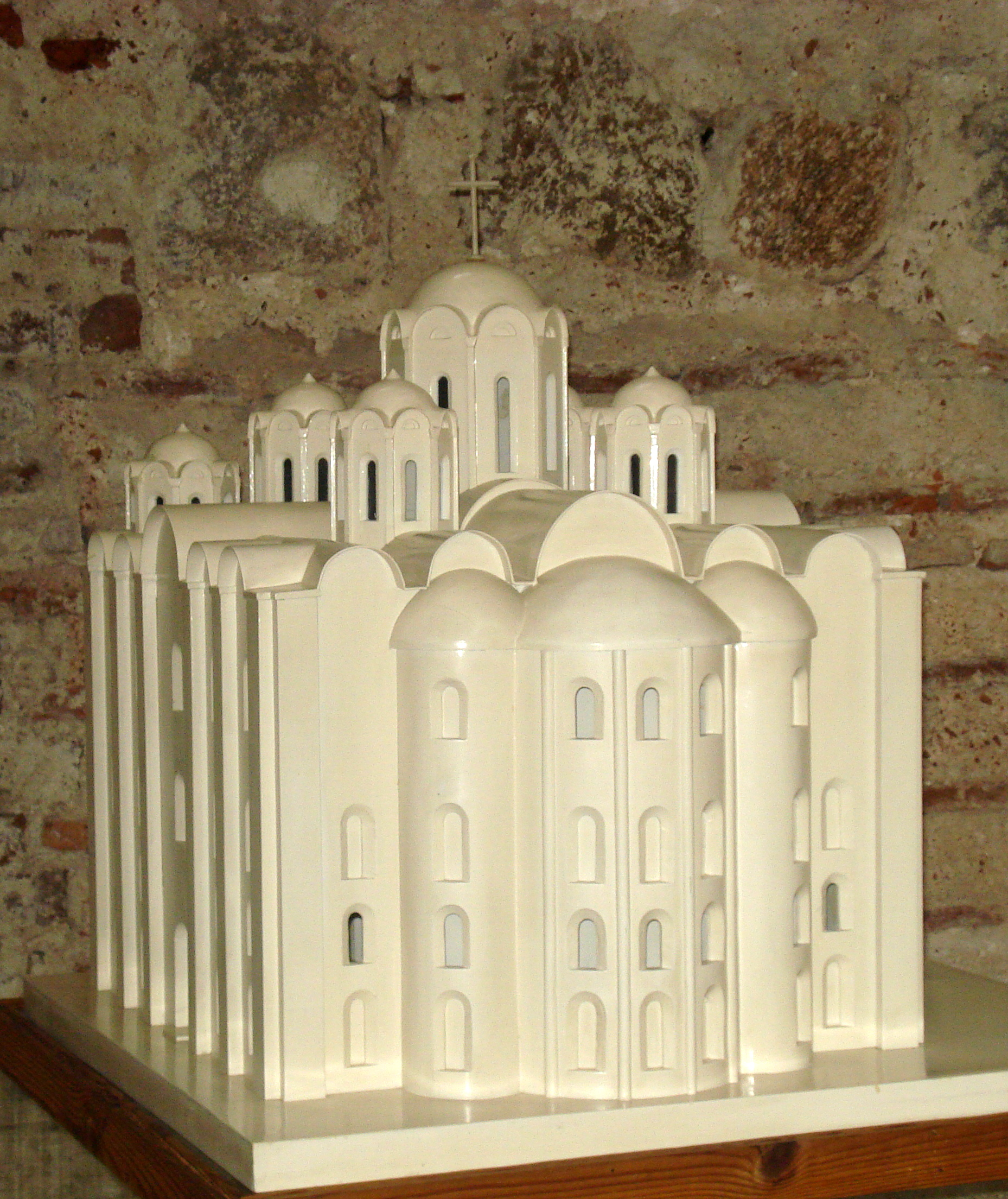
Макет первоначального облика Софийского собора в Полоцке, построенного в 1030—1060 годы

В последних веках I тысячелетия — самом начале II тысячелетия захоронения по обряду кремации в курганных насыпях постепенно сменяются ритуалом ингумации (трупоположения) в таких же насыпях. Как правило, и те, и другие курганы образуют единые могильники, функционировавшие в течение нескольких столетий. Ряд исследователей объясняет эту смену обрядности распространением христианского мировоззрения. Однако ещё Л. Нидерле обращал внимание на распространение обряда трупоположения в некоторых областях расселения славян в дохристианский период. В южнорусских землях первые трупоположения в курганах относятся к IX веку. Исследуя Киевский некрополь, М. К. Каргер показал, что признаки христианской обрядности в трупоположениях IX—X веков здесь отсутствуют. Согласно В. В. Седову, основная масса курганных захоронений IX—X веков по обряду трупоположения связана с языческим населением. Смена обряда, по мнению археолога, отражает некие серьёзные изменения в мифологических языческих представлениях. Также среди славян, переселившихся в VII—VIII веках к берегам Адриатики, господствовал обряд ингумации. Курганный обряд погребения сам по себе является языческим, и только его исчезновение, по мнению учёного, может являться свидетельством христианизации. Только в XI веке большая часть старых могильников Киева была заброшена, и возникли новые, христианские, обычно около церквей. Таковы кладбища в усадьбе Софийского собора и вокруг церкви святой Ирины, характеризующиеся бескурганными захоронениями, иногда в каменных саркофагах. Та же картина наблюдается в Чернигове. Началом XI века датируются поздние захоронения в курганном некрополе Гнёздова. К середине XI века прекращает функционировать курганное кладбище во Пскове. Некоторая часть населения Переяславля Южного продолжала хоронить умерших в курганах ещё в начале XII века. В XI—XII веках продолжали активно функционировать курганные могильники Суздаля, Изборска и других городов.
По прямым известиям летописей и данным археологии, к середине XI века на Руси христианские храмы имелись в 10 городах. Каменные храмы имелись в Киеве — три каменных храма, Новгороде, Чернигове, Тмутаракани и, вероятно, в Переяславле Южном — по одной каменной церкви; точное число деревянных неизвестно. Деревянные храмы имелись также во Владимире Волынском, Вышгороде, Ростове, Белгороде и, вероятно, в Полоцке. За вторую половину XI века известно о строительстве ещё 18—19 каменных церквей: в Киеве — 8, Переяславле — 5 и по одной в Новгороде, Полоцке, Смоленске, Вышгороде, Новгороде-Северском и, вероятно, в Минске. Таким образом, к концу XI века фиксируются 13 городов с церквями. Кроме того, археология выявляет в основном каменное строительство, поэтому в XI веке могло существовать также некоторое количество неизвестных деревянных храмов.

## Последствия принятия христианства
В послании 1008 года к германскому королю Генриху II миссионер Бруно Кверфуртский, который посетил Киевскую Русь, описал её как типичное христианское королевство (лат. regnum), а его государя лат. senior Ruzorum) Владимира Святославича — в качестве по-своему образцового христианского правителя. Другим современником, Титмаром Мерзебургским, Владимир был характеризован как хотя и безнравственный, но типичный «король» (лат. rex) христианской страны.

### Цивилизационное значение

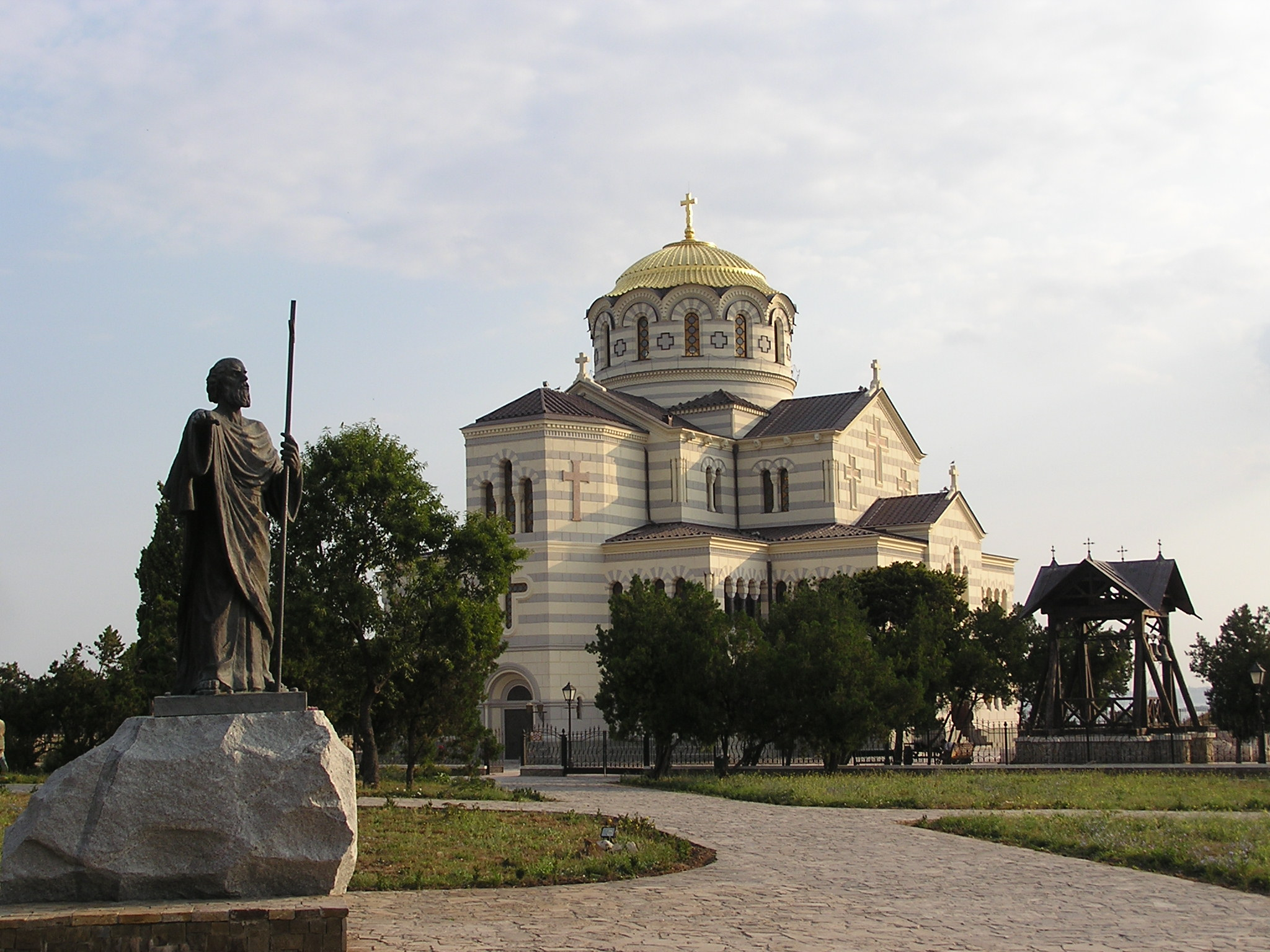
Владимирский собор в Херсонесе со статуей Андрея Первозванного на переднем плане

Цивилизационное значение крещения Руси огромно. Известный филолог В. Н. Топоров, оценивая значение принятия христианства для русской цивилизации, пишет:

Эти два события [принятие христианства Русью и Литвой], сыгравшие исключительную роль в истории этих стран и предопределившие на многие столетия их место в истории, должны расцениваться и как события вселенского характера… Принятие христианства на Руси не только приобщило к уже христианскому миру наиболее обширную и самую отдалённую часть единого пространства — Восточную Европу, но и тем самым в исторически ближайшем будущем открыло новый огромный мир, который должен был христианизироваться с помощью русских христиан, «тружеников одиннадцатого часа»… И каковы бы ни были последующие судьбы христианства в Восточной Европе, его наследие стало неотменимой составной частью духовной культуры и здесь, — может быть, особенно здесь.

### Политические последствия

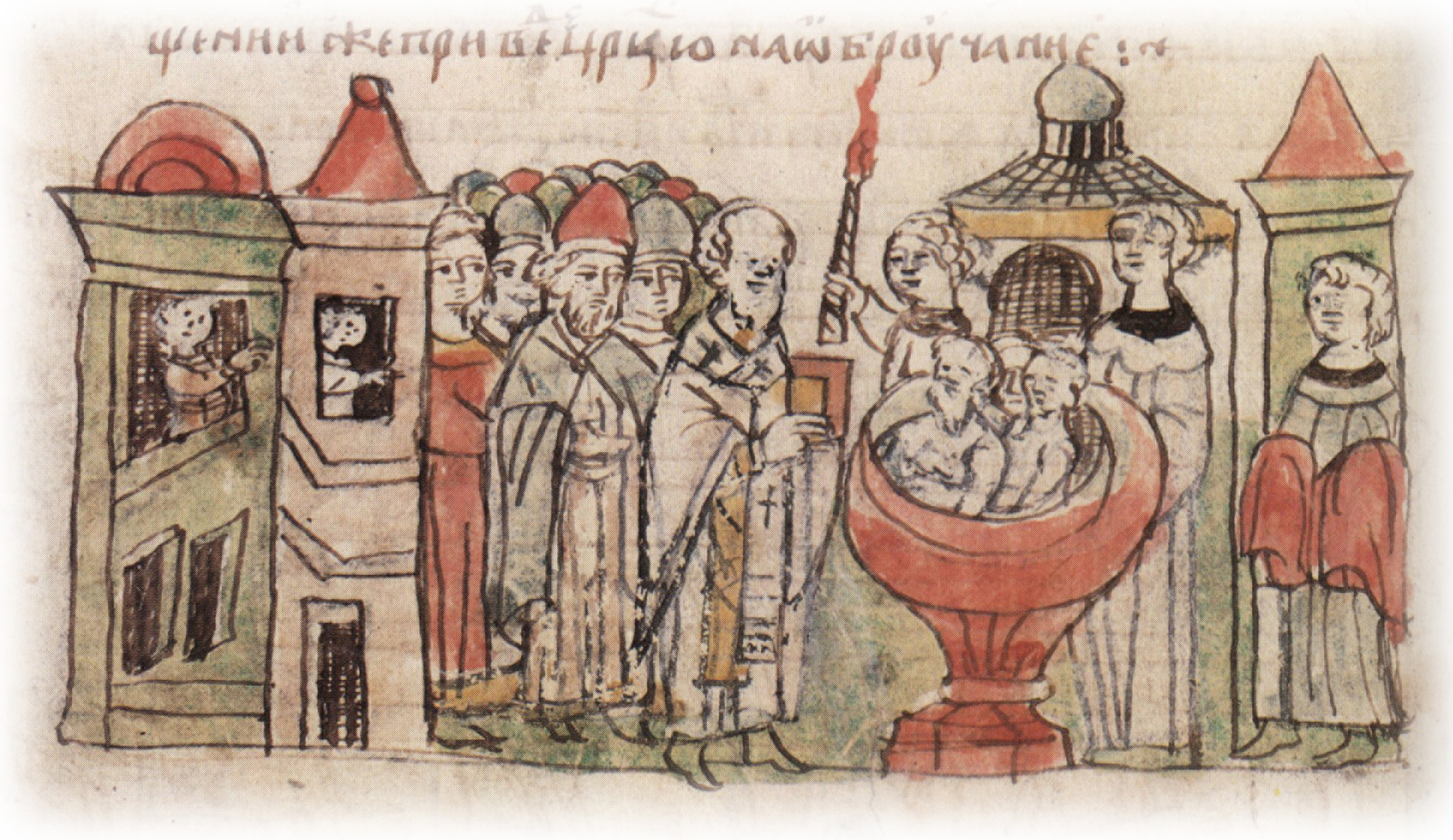
Крещение дружины Владимира в Корсуни. Миниатюра из Радзивилловской летописи, конец XV века

В византийском церковно-государственном правосознании император (басилевс) мыслился как хранитель и верховный защитник Церкви (эпистимонарх), а следовательно, и единый самодержец (автократор) всех православных народов. Правители прочих христианских народов (государств) получали от него титулы архонтов, князей, стольников. Таким образом, приняв крещение от ромеев (византийцев), Владимир включил Русь в орбиту византийской государственности.
Так, Киевскому великому князю в XII веке в Константинополе усвоялся скромный придворный титул стольника. Киевская же митрополия в Константинопольских диптихах занимала место в ряду последних: в древнейшем из них — 61-е, а в более позднем, составленном при Андронике II Палеологе (1306—1328), — 77-е место.
Митрополит Платон (Левшин) в начале XIX века видел особое значение в принятии христианства из Константинополя (а не Рима): «Великое благодарение обязана Россия воссылать Пастыреначальнику Христу, что не объял её мраком запада, то есть, что не подверглась она игу западныя Римския церкви, где уже в сие время, по многим суевериям и присвоениям Пап себе неограниченной власти, и по духу во всём мирскому, а не Евангельскому, всё почти было превращенно. Свободил нас Господь от сих сетей; хотя запад Антихристовым усилием всемерно тщался нас себе покорить, как впоследствии сие будет более видимо».

### Культурные последствия

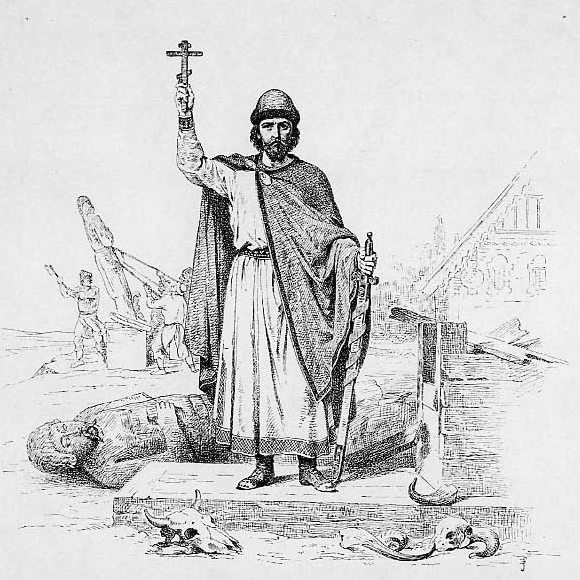
Владимир Святославич над поверженным язычеством (Великий князь Владимир Равноапостольный, Василий Верещагин, 1896)

Принятие христианства содействовало развитию зодчества и живописи в средневековых её формах, проникновению византийской культуры как наследницы античной традиции. Особенно важным было распространение кириллической письменности и книжной традиции: именно после крещения Руси возникли первые памятники древнерусской письменной культуры.
Принятие христианства как государственной религии неизбежно влекло ликвидацию языческих культов, пользовавшихся до того великокняжеским патронатом.
Духовенство осуждало языческие обряды и празднества (некоторые из них сохранялись долгое время вследствие того, что некоторыми исследователями квалифицируется как религиозный синкретизм или «двоеверие»). Разрушались культовые сооружения — идолы, капища.
По мнению некоторых исследователей, опирающихся на «Повесть временных лет», «восстание волхвов» в Ростово-Суздальской Руси в 1024 (а также в 1071 году) сопровождалось действиями и убийствами, имевшими ритуальный характер. Ярослав Мудрый «жестоко расправился с волхвами, наведя порядок в даннических областях»; в 1070-х годах в Новгороде волхв был убит дружиной князя Глеба («это был религиозный и бытовой конфликт, переплетавшийся с борьбой против власти Киева») (см. Суздальское восстание 1024 года).

## Оценки в историографии

### В церковной историографии (истории церкви)

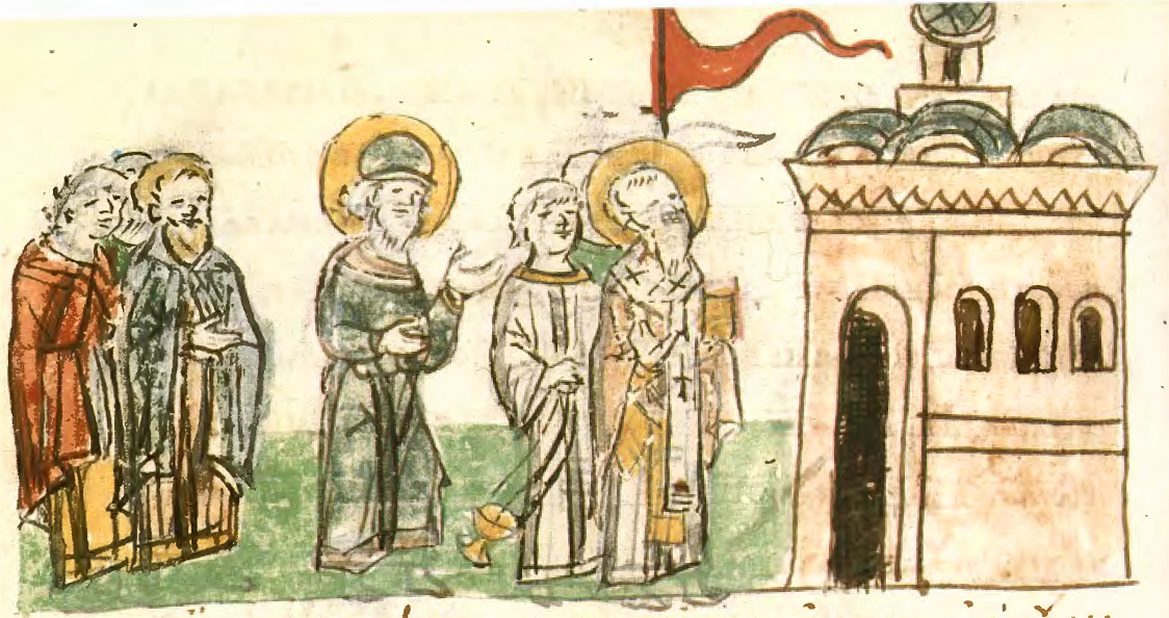
Освящение Десятинной церкви, 991. Миниатюра из Радзивилловской летописи, конец XV века

В месяцеслове Русской церкви никогда не было и нет ежегодного (положенного богослужебным Уставом) воспоминания в честь событий 988—989 годов; однако, в связи с празднованием 1 августа Происхождения честных древ Животворящего Креста Господня (Первого Спаса), существует мнение, что положенный русским богослужебным Уставом «крестный ход на источники» в сей день установлен в память крещения Руси. Вплоть до начала XIX века в России не было истории Русской церкви как научной отрасли или учебной дисциплины: первым систематическим трудом стала «Краткая церковная российская история» митрополита Московского Платона (Левшина). Церковный историк начала XXI века В. И. Петрушко писал: «Поразительно, но греческие авторы вообще не упоминают даже о таком эпохальном событии, как крещение Руси при св. Владимире. Впрочем, у греков были свои причины: епархия „Россия“ формально была открыта столетием раньше».
Русская церковно-историческая литература XIX — начала XX века историю христианства в России и Русской церкви обычно рассматривала начиная с I века, связывая её с деятельностью апостола Андрея Первозванного. Так, один из наиболее авторитетных церковных историков конца XIX века Е. Е. Голубинский первую главу своего фундаментального исследования «История русской церкви» обозначил как «Христианство на Руси до св. Владимира». Наиболее авторитетный русский церковный историк митрополит Макарий (Булгаков) посвящает истории христианства в России до 988 года первые две части своего основного труда. Для обозначения же того, что произошло в Киеве в конце X века, использовались различные термины (то есть не существовало устоявшейся, клишированной терминологии): «общее Руския земли крещение при Святом Владимире», «обращение князя Владимира», «окончательное устройство Православной церкви в России при святом Владимире и Ярославе». Сам князь Владимир обычно именовался «просветителем», как он именуется и в составленном в конце XIX века акафисте ему.
Официальное издание Московской патриархии в 1971 году писало: «По преданию, лучи христианской веры озарили пределы России уже в первые десятилетия христианства. Начало христианизации Руси это предание связывает с именем святого апостола Андрея Первозванного, бывшего на Киевских горах <…> В 954 году приняла крещение княгиня Киевская Ольга. Всё это подготавливало величайшие события в истории русского народа — крещение князя Владимира и последовавшее за этим в 989 году крещение Руси».
Указание 989 (а не 988) года соответствовало преобладавшей в то время точке зрения в советской исторической науке о том, что событие имело место после 988 года.
Однако в «Православном церковном календаре» на 1983 год, когда началась подготовка к празднованию «1000-летия Крещения Руси», указывался 988 год, а событию придавалось значение начала процесса: «Крещение киевлян в 988 году положило начало утверждению христианства во всей Русской земле».
Юридически официальный Гражданский Устав РПЦ, зарегистрированный в Министерстве юстиции РСФСР 30 мая 1991 года (позднейшие не публиковались), гласил: «Русская Православная Церковь ведёт своё историческое бытие от Крещения Руси, имевшего место в 988 году в Киеве при великом князе Владимире».

### В советской историографии
На введение христианства в качестве официальной религии в советской исторической науке существовало несколько точек зрения от негативной до в целом (с оговорками) позитивной.
Так, в изданной в 1930 году книге «Церковь и идея самодержавия в России» о крещении Руси говорится следующее:

Принесённое к нам из Византии православие сломило и загубило буйный языческий дух дикого свободолюбивого росса, целые века держало народ в невежестве, было гасителем в русской общественной жизни истинного просвещения, убивало поэтическое творчество народа, глушило в нём звуки живой песни, вольнолюбивые порывы к классовому освобождению. Само пьянствуя и подхалимствуя, древне-русское духовенство приучило к пьянству и подхалимству перед господствующими классами и народ, а своей духовной сивухой — проповедями и обильной церковно-книжной литературой окончательно создало почву для полного закабаления трудящихся во власти князя, боярина и жестокого чиновника княжеского — тиуна, творившего суд и расправу над угнетенными массами.
«Пособие по истории СССР для подготовительных отделений вузов» 1979 года издания называет введение христианства «второй религиозной реформой» Владимира I и даёт иную оценку:

Принятие христианства укрепляло государственную власть и территориальное единство Древнерусского государства. Оно имело большое международное значение, которое заключалось в том, что Русь, отвергнув «примитивное» язычество, становилась теперь равной другим христианским народам <…> Принятие христианства сыграло большую роль для развития русской культуры.

### В европейской историографии
Болгарский историк Николай Тодоров так оценивал христианизацию Руси:

Византия побудила Русь принять христианство. В результате этого акта племена и народности восточных славян приобщились к средиземноморской цивилизации, которая известна под названием «Византийской цивилизации» и которая утвердилась в Юго-Восточной Европе и на Ближнем Востоке в качестве синтеза античного и христианского наследия. Это обеспечило древнерусскому обществу доступ к плодам тысячелетнего развития философской мысли, социальных и естественных наук и т. п. Русь создала свои собственные институты в соответствии с моделью всего европейского сообщества от государства и до епископата, и от школы до суда.

### Вопрос о насильственном характере
Наиболее ранние исторические источники не сообщают о каком-либо насилии при крещении Руси: ни со стороны других государств, ни со стороны властей из Киева. Не известно практически никаких материальных подтверждений (пожарища, бегство или гибель населения и др.) массовости общественных потрясений, которые сопровождали крещение. Летописи сообщают о мятежах приверженцев языческой веры и о репрессиях против них как об исключительных событиях, происходивших позднее крещения, уже в XI и последующих столетиях.
В литературе имеют место ссылки на сообщения о некотором сопротивлении крещению с вооружённым противостоянием, в частности, при крещении Новгорода, но эти сведения недостоверны, поскольку основаны на позднейших легендах и домыслах. По мнению А. А. Шахматова и Н. М. Гальковского, на части территорий христианство насаждалось силой; при этом уничтожались культовые сооружения язычников, сопротивлявшиеся подвергались репрессиям.
В советский период концепция насильственного крещения Руси стала практически общепринятой. Советский историк С. В. Бахрушин писал, что в больших городах, таких как Киев и Новгород, жителей крестили, «загоняя в реку их, как стадо»; одни крестились добровольно, а другие из-за страха перед повелевавшими. Но масса населения оставалась языческой ещё в XI веке. О том, что крещение киевлян и распространение христианства в других землях Руси сопровождалось принуждением и насилием, писал советский религиовед Н. С. Гордиенко.
Историк С. В. Алексеев писал, что на основе большинства письменных и археологических источников складывается впечатление мирного и отчасти формального принятия христианства горожанами около 988 года. Крещение проводилось под несомненным воздействием верховной власти, но, вероятно не сопровождалось ни репрессиями, ни массовыми силовыми протестами.

## Юбилейные празднования

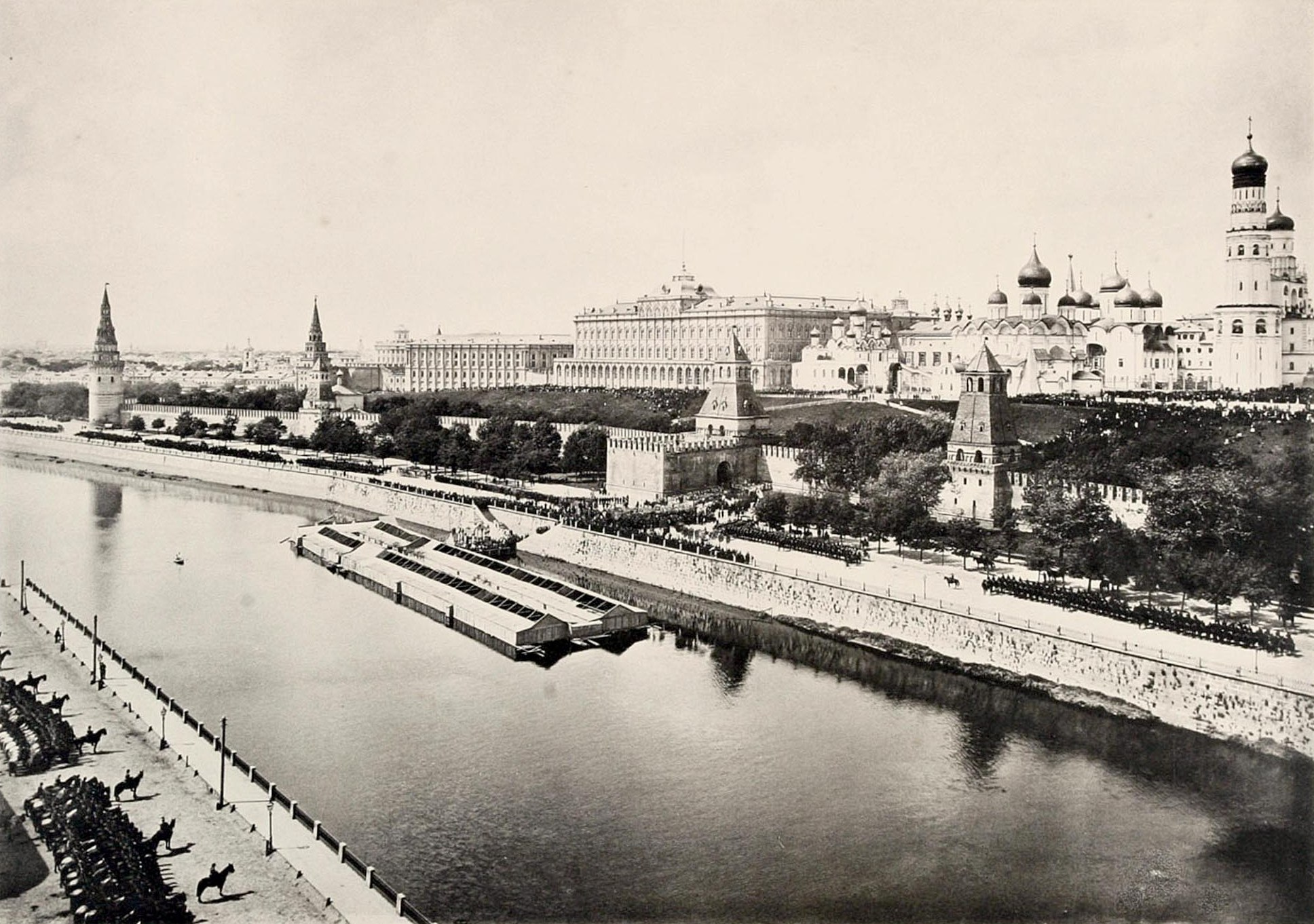
Празднование 900-летия крещения Руси 15 июля 1888 года в Москве

Первое официальное празднование крещения Руси произошло в 1888 году по инициативе обер-прокурора Святейшего синода Константина Победоносцева. Юбилейные мероприятия проходили в Киеве: в преддверии юбилея был заложен Владимирский собор, открыт памятник Богдану Хмельницкому, совершены торжественные богослужения. «Летопись церковных событий» епископа Арсения (Иващенко) упоминает открытие 15 июля того года благотворительных заведений для приюта старых и калек. Центром торжеств был Киев; присутствовал обер-прокурор Святейшего Синода К. П. Победоносцев.
В русском зарубежье отмечалось 950-летие Крещения Руси.

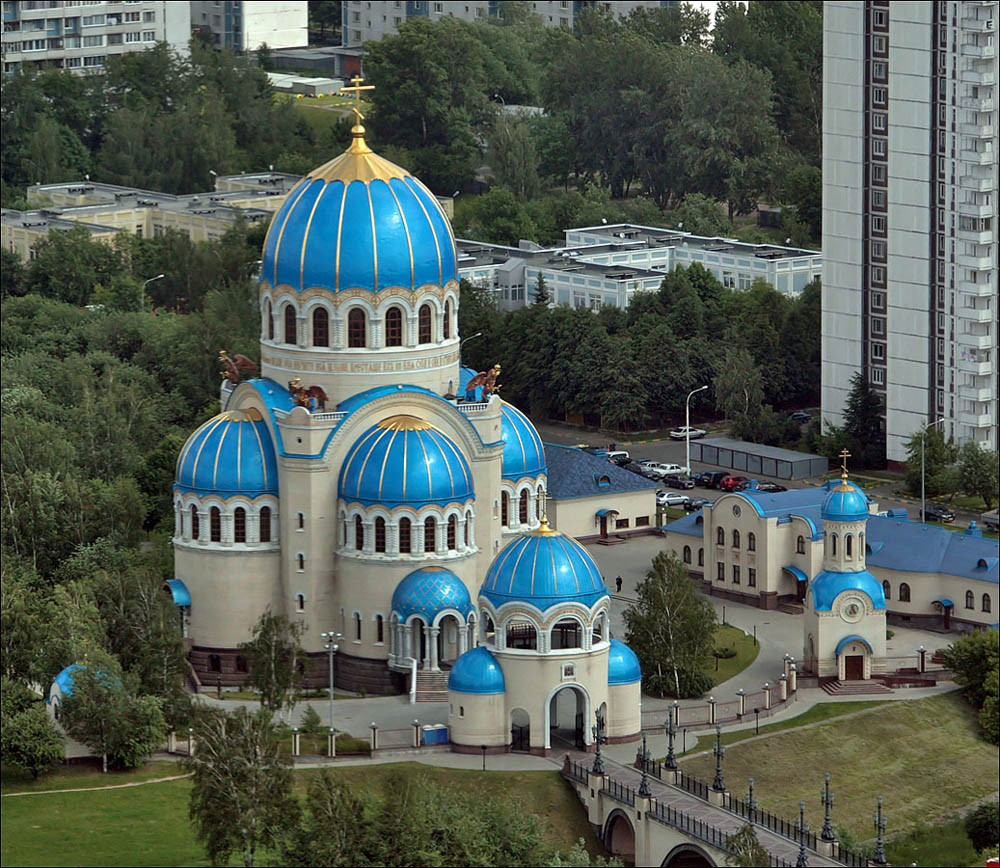
Храм Живоначальной Троицы на Борисовских прудах, построен в начале 2000-х в память о тысячелетнем юбилее крещения Руси

Процесс подготовки празднования 1000-летия Крещения Руси совпал с «перестройкой» и политикой «гласности» в Советском Союзе. Советское правительство проявило интерес к празднованиям: одним из знаковых событий стала передача в 1983 году во владение Московской Патриархии части строений бывшего Свято-Данилова монастыря, в котором была возрождена монашеская жизнь и создан духовно-административный центр. Кульминацией торжеств 12 июня 1988 года стало сослужение в Даниловом монастыре многочисленных православных иерархов со всего мира. Затем празднования переместились в Киев, где в последний день торжеств десятки тысяч участников стали свидетелями богослужения в Киево-Печерской Лавре, которое произошло впервые за почти тридцать лет. В дальнейшем в течение всего года по стране проходили мероприятия, приуроченные к памятной дате. Главным итогом торжеств стал мощный импульс к возрождению церковной жизни в СССР.

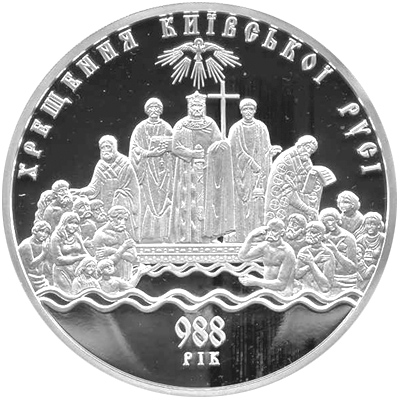
Монета Национального банка Украины Хрещення Київської Русі, реверс, 2008

В июне 2008 года Архиерейский собор Русской православной церкви постановил в день святого равноапостольного князя Владимира 28 июля совершать богослужение по уставу великого праздника, а также обратился к руководству России, Украины и Беларуси с предложением включить день святого князя Владимира в число государственных памятных дат. В независимой Украине аналогичная дата является государственным праздником, именуемым «День крещения Киевской Руси — Украины». Праздник был учреждён в июле 2008 года указом президента Украины и отмечается ежегодно 28 июля — в день памяти святого равноапостольного князя Владимира. 1020-летие праздновалось в Киеве с 10 по 19 июля 2008 года на церковном и государственном уровнях; в торжествах приняли участие Вселенский Патриарх Варфоломей I и Патриарх Московский и всея Руси Алексий II (с 2008 года «День крещения Киевской Руси — Украины» объявлен государственным праздником Украины). Юбилей также праздновался 23—25 октября 2008 года в Беларуси; торжества возглавил Патриарх Московский Алексий II.
Устроенные в 2013 году Русской православной церковью юбилейные торжества в честь 1025-летия крещения были также приурочены к памяти князя Владимира и проходили в Москве, Киеве, Минске. В Киеве на празднованиях присутствовали президенты России и Украины Владимир Путин и Виктор Янукович, а также лидеры Молдовы и Сербии Николай Тимофти и Томислав Николич.